# هفت و نیم
هفت و نیم فیلمی ایرانی به کارگردانی و نویسندگی نوید محمودی و تهیه‌کنندگی جمشید محمودی محصول سال ۱۳۹۷ است.

## خلاصه داستان
فیلم ماجرای زندگی هفت دختر افغانستانی و ایرانی را در هفت اپیزود به صورت سکانس پلان روایت می‌کند و قصه دخترانی است که قرار است جمعه شب مراسم عروسی آن‌ها برگزار شود، اما هر کدام از آن‌ها به نوعی درگیر مسئله‌ای هستند.

## بازیگران
| بازیگر            | نقش          | اپیزود |
| ----------------- | ------------ | ------ |
| ندا جبرائیلی      | شبانه        | شبانه  |
| شادی مختاری       | هدیه         | شبانه  |
| آتیه جاوید        | خانم صالح    | شبانه  |
| هستی مهدوی        | نگار         | نگار   |
| محمدرضا غفاری     | مهراب        | نگار   |
| فرشته حسینی       | فرشته        | فرشته  |
| حسین مهری         | بهزاد        | فرشته  |
| رؤیا جاویدنیا     | دکتر زنان    | فرشته  |
| شیدا خلیق         | نیلوفر       | نیلوفر |
| علیرضا استادی     | پدر نیلوفر   | نیلوفر |
| آناهیتا افشار     | ناهید        | ناهید  |
| علیرضا کمالی نژاد | سالار        | ناهید  |
| افسانه کمالی      | راحیل        | راحیل  |
| زهرا بهروزمنش     | سمیه         | راحیل  |
| مهسا همتی         | پزشک اورژانس | راحیل  |
| متین حیدرنیا      | سعید         | شکر    |
| روژان تقی‌زاده     | مینا         | شکر    |